# Vitstrimmig grenbambu
Vitstrimmig grenbambu (Pleioblastus fortunei) är en gräsart som först beskrevs av Van Houtte, och fick sitt nu gällande namn av Takenoshin Nakai. I den svenska databasen Dyntaxa används istället namnet Pleioblastus variegatus. Enligt Catalogue of Life ingår Vitstrimmig grenbambu i släktet grenbambu och familjen gräs, men enligt Dyntaxa är tillhörigheten istället släktet grenbambu och familjen gräs. Arten förekommer tillfälligt i Sverige, men reproducerar sig inte. Inga underarter finns listade i Catalogue of Life.

## Bildgalleri

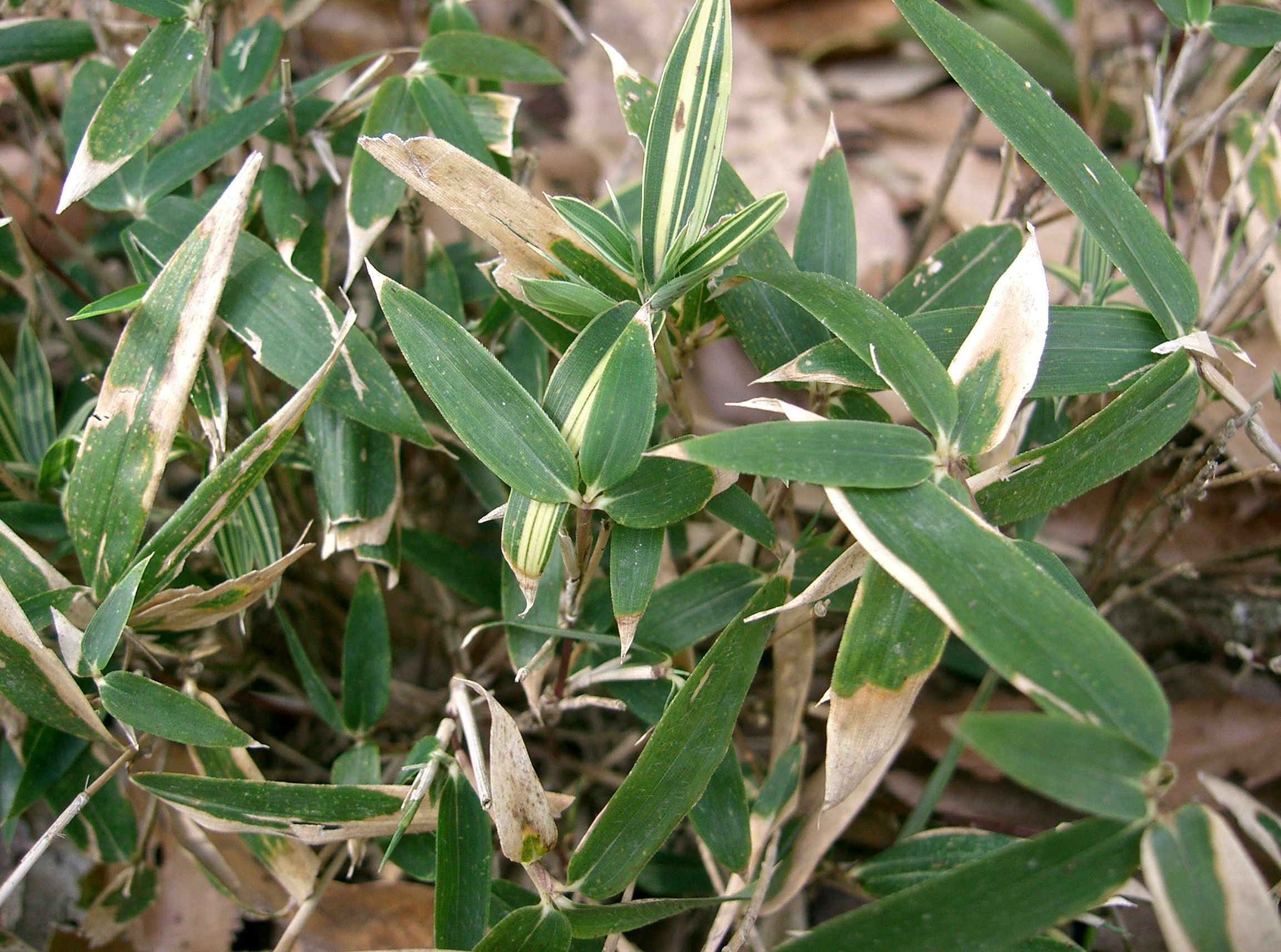